# The Borderline

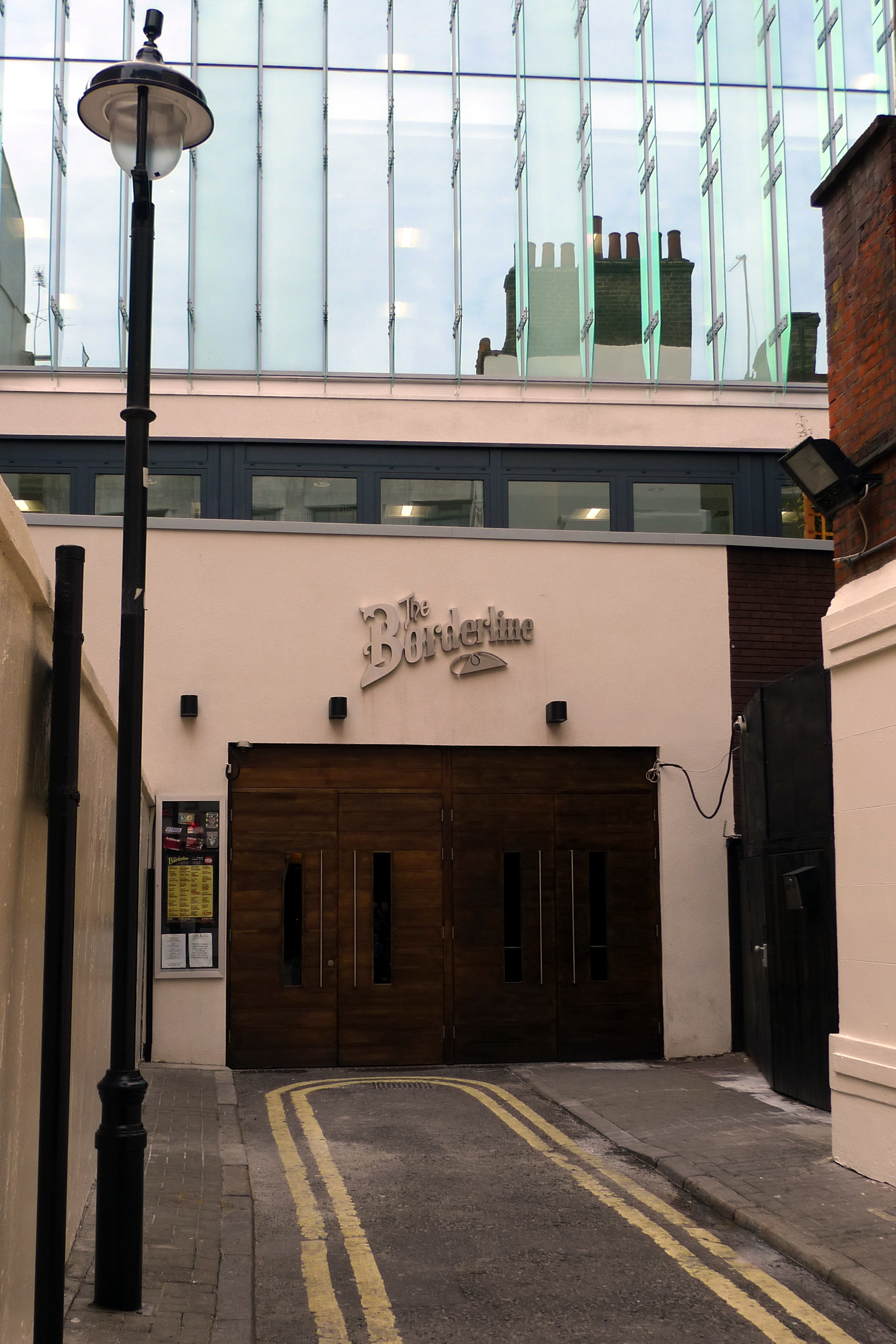
The Borderline (2009)

The Borderline war ein Nachtclub im Londoner Stadtteil Soho. An den Wochentagen wurde dort hauptsächlich Livemusik aus den Genres Punk, Rock, Heavy Metal, Hip-Hop und Dance präsentiert. Die Sonntage waren vorrangig der Country-Musik gewidmet.

## Geschichte
Der Kellerclub im West End existierte seit den späten 1980er Jahren und bot Platz für maximal 275 Besucher. Letzter Besitzer des Clubs waren MAMA & Company. Der Veranstaltungsort galt als Talentschmiede, in der viele junge Musiker die Möglichkeit erhielten, ihre Karriere zu beginnen. Im Borderline traten bekannte Bands und Musiker auf, darunter Texas, Debbie Harry, R.E.M., Rage Against the Machine, Pearl Jam, PJ Harvey, The Verve, Muse, Ben Harper, Crowded House, Jeff Buckley, Amy Winehouse, Lenny Kravitz, Oasis, Mick Jagger, Sheryl Crow und Eric Clapton.
Der Club schloss 2019 aufgrund gestiegener Mieten.